# 長野県薬剤師会
一般社団法人長野県薬剤師会（いっぱんしゃだんほうじんながのけんやくざいしかい、英称: Nagano Pharmaceutical Association）は、長野県の薬剤師を会員とする法人。

## 本部所在地
〒390-0802 長野県松本市旭2丁目10番15号

## 郡市薬剤師会
- 長野市薬剤師会
- 北信薬剤師会
- 更埴薬剤師会
- 上田薬剤師会
- 小北薬剤師会
- 佐久薬剤師会
- 松本薬剤師会
- 木曽薬剤師会
- 大北薬剤師会
- 安曇野薬剤師会
- 岡谷薬剤師会
- 諏訪薬剤師会
- 上伊那薬剤師会
- 飯田下伊那薬剤師会

## 検査センター
薬剤師会検査センターは、温泉分析、飲料水検査、環境検査、品質管理試験、公衆衛生に関する試験検査等を行う。当会のエリアには以下の検査センターがある。
- 長野県薬剤師会検査センター
- 長野市薬剤師会検査センター
- 上田薬剤師会検査センター
- 上伊那薬剤師会検査センター